# Лиманська дирекція залізничних перевезень
Лимáнська дире́кція залізни́чних переве́зень (ДН-2) — регіональна філія другого порядку АТ «Укрзалізниця» (до корпоратизації — структурний підрозділ Донецької залізниці).

## Структура
До складу дирекції входять 74 станції, серед них 29 вантажних, а загальна довжина колій становить 2789 км.

### Управління
Управління дирекції розташоване за адресою: Донецька область, м. Лиман, вул. Привокзальна, 22.
Начальник Лиманської дирекції — Заслужений працівник транспорту України — Яковенко Анатолій Миколайович.
Після тимчасової окупації частина території і управління Донецької залізниці та неокупованої частини Донецької залізниці було переведено на базу Лиманської дирекції залізничних перевезень.

### Станції
Найважливіші станції — Лиман, Волноваха, Костянтинівка, Краматорськ, Маріуполь, Маріуполь-Сортувальний, Слов'янськ.

### Дільниці
Межі дирекції (станом на 2013 рік)

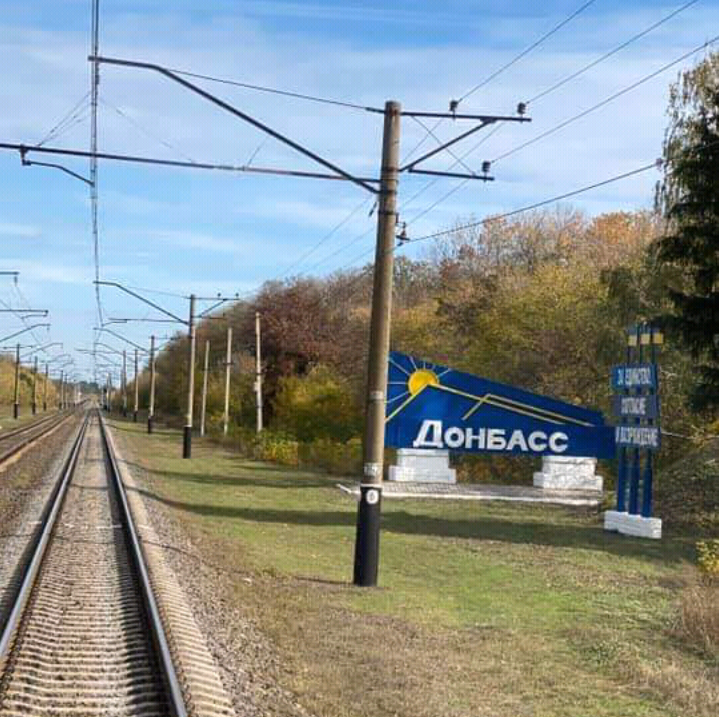
Межа між Донецькою та Придніпровською залізницями

Дирекція межує з наступними дирекціями:
| Залізниця          | Дирекція           | Кілометр  | Перегон                        | Дільниця                           |
| ------------------ | ------------------ | --------- | ------------------------------ | ---------------------------------- |
| Донецька           | Ясинуватська       | 48 км     | 47 км — Роз'їзд 2 км           | Костянтинівка — Ясинувата          |
| Донецька           | Ясинуватська       | 1110 км   | 1110 км — Макіївка-Пасажирська | Іловайськ — Ясинувата              |
| Донецька           | Ясинуватська       | 39 км     | Горлівка — Батманка            | Горлівка — Очеретине               |
| Донецька           | Ясинуватська       | 50 км     | КМС-191 — 50 км                | Іловайськ — Моспине                |
| Донецька           | Луганська          | 7 км      | Новозолотарівка — Сіверськ     | Білогорівка — Сіверськ             |
| Донецька           | Луганська          | 1 (3) км  | Виїмка — 451 км                | Родакове — Сіверськ                |
| Донецька           | Луганська          | 38 км     | Світлодарське — Доломіт        | Попасна — Микитівка                |
| Донецька           | Луганська          | 79 км     | Пост 4 км — Кварц              | Попасна — Краматорськ              |
| Донецька           | Дебальцевська      | 5 км      | 6 км — Микитівка / Горлівка    | Вуглегірськ — Микитівка / Горлівка |
| Донецька           | Дебальцевська      | 1071,5 км | Вуглегірськ — 1073 км          | Вуглегірськ — Кринична             |
| Донецька           | Дебальцевська      | 41,1 км   | 41 км — 42 км                  | Торез — Іловайськ                  |
| Південна           | Харківська         | 932,1 км  | Лозова — 934 км                | Лозова — Слов'янськ                |
| Південна           | Харківська         | 388 км    | Букине — 390 км                | Ізюм — Лиман                       |
| Південна           | Куп'янська         | 72 км     | Тропа — Святогірськ            | Куп'янськ-Вузловий — Святогірськ   |
| Північно-Кавказька | Ростовський регіон | 1213 км   | Успенська — Квашине            | Іловайськ — Успенська              |